# Clinical Document Architecture
Die Clinical Document Architecture (CDA) ist ein von HL7 erarbeiteter, auf XML basierender Standard für den Austausch und die Speicherung klinischer Inhalte. Dabei entspricht ein CDA-Dokument einem klinischen Dokument (z. B. Arztbrief, Befundbericht). Es erfolgt keine Zusammenfassung mehrerer Dokumente wie in einer Patientenakte.

## Versionen
CDA Release 1 (November 2000) und CDA Release 2 (Mai 2005) wurden von der amerikanischen Normungsbehörde ANSI/ASTM akkreditiert. 2009 wurde die Release 2.0 ISO-Standard ISO/HL7 27932:2009 publiziert. Die CDA gilt als der erste offizielle Standard im Gesundheitswesen auf der Basis von XML.
CDA ist Teil des HL7 Version 3 Standards. So wie andere Teile des HL7 Version 3 Standards wurde CDA auf der Basis des HL7 Development Frameworks (HDF) entwickelt und fußt auf dem HL7 Reference Information Model (RIM) sowie den HL7 Version 3 Datentypen.

## Eigenschaften und Aufbau
CDA-Dokumente bieten die Möglichkeit einer standardisierten strukturierten Übertragung von medizinischen Inhalten.  CDA Dokumente sind persistent.
Ein CDA-Dokument setzt sich im Prinzip aus zwei Teilen zusammen:
- CDA-Header mit Angaben zum Dokument und dem dokumentierten Ereignis sowie über den Patienten, die involvierten Heilberufler etc.
- CDA-Body mit den eigentlichen klinischen Inhalten wie Fragestellungen, Beobachtungen, Diagnosen, Medikation, Therapien, Angaben zur Wiedervorstellung, Terminvorschläge etc. Die Dokumentation kann in Abschnitte (sections) gegliedert werden. Es stehen Textformatierungsfunktionen wie Listen und Tabellen zur Verfügung.

Im Vordergrund steht dabei immer die Kommunikation zwischen Personen (Mensch-zu-Mensch Interoperabilität), d. h. die Dokumentation erfolgt stets in Textform. Zusätzlich kann der lesbare Text ergänzt werden mit Informationsblöcken, die auch von Computeranwendungen verwendet werden können (Anwendungs-Interoperabilität).
Die Spezifikation unterscheidet dazu drei aufeinander aufbauende Stufen (Level), die sich durch den Grad der Strukturierung des Dokumenteninhaltes unterscheiden:
- CDA Level 1: Repräsentation bestehender klinischer Dokumente in XML, Fokus auf Layout und grundlegende Formatierung von Freitext (Abschnitte, Hervorhebungen, Tabellen). Ermöglicht nur beschränkte Interoperabilität, denn die Inhalte sind nicht maschinenlesbar. Das heißt, Dokumente können zwar von verschiedenen Systemen ordentlich angezeigt, aber nicht maschinell weiterverarbeitet werden. Zum Beispiel können die in einem CDA Level 1-Dokument enthaltenen einzelnen Laborwerte nicht automatisch in eine zentrale Laborwertetabelle eingetragen werden.
- CDA Level 2: Zusätzlich zu Level 1 wird Wert auf Interoperabilität gelegt, wobei die Freitext-Inhalte des Level 1 erhalten bleiben. Level 2 fügt eine einheitliche strukturierte Beschreibung und Gliederung der Inhalte (Art des Dokuments, Abschnitte, Unterabschnitte) hinzu. Dabei werden die einzelnen Bestandteile durch standardisierte Codes und Codesysteme klassifiziert (LOINC, SNOMED).
- CDA Level 3: Hinzugefügt werden maschinenlesbare Angaben, sodass z. B. übermittelte Laborwerte automatisch in die  Laborwertetabelle des Empfängers eingetragen werden können. Die dabei verwendeten Strukturen basieren auf dem HL7-RIM, verwenden also die gleichen Datentypen und -strukturen wie andere HL7-basierte Kommunikationsprozesse, z. B. für die Übermittlung von Laborwerten.

Für alle drei Level gilt aber das Primat der als Freitext enthaltenen Information (narrative block), die maschinenlesbaren Daten und Strukturen dienen immer nur als Ergänzung und können die Verarbeitung der Information erleichtern und unterstützen.